# Wapen van Ammerzoden

Wapen van Ammerzoden

Het wapen van Ammerzoden toont het wapen van de voormalige gemeente Ammerzoden. De gemeente werd met het wapen bevestigd bij Koninklijk Besluit op 20 juli 1816. De omschrijving luidt:
"Van zilver, beladen met twee gebretesseerde en gecontrabretesseerde fasces van keel, het schild gedekt met een kroon van goud en vijf fleurons van hetzelfde, en vastgehouden door twee klimmende leeuwen in hunne natuurlijke kleur."

## Geschiedenis

Originele versie zoals weergegeven in het register van de Hoge Raad van Adel

De balken zijn afkomstig van Van Arkel, waarvan telgen van dit geslacht bezitters waren van het kasteel en heerlijkheid sinds 1494. Dat wapen werd als heerlijkheidswapen ingevoerd, ook toen andere geslachten het sinds de 18e eeuw in bezit kregen. Kroon en schildhouders werden in 1815 aangevraagd. De geschiedenis van deze elementen is onbekend, omdat het archief van de gemeente verloren is gegaan tijdens de Tweede Wereldoorlog. Opmerkelijk is de variant van het wapen zoals deze in het register van de Hoge Raad van Adel geregistreerd staat. Het wapen toont een opvallende kroon, dat een kruising lijkt tussen de graven- en markiezenkroon. Daarnaast zijn de schildhoudende leeuwen geheel in goud uitgevoerd en half aanziend. Bij de registratie van wapens in de periode 1816-1819 werden veel fouten bij de Hoge Raad van Adel gemaakt, waardoor van wapens uit die periode de afbeeldingen leidend worden beschouwd door de Hoge Raad. Bijzonder in dit geval is dat het wapen in 1946 op een kopie van het wapendiploma gecorrigeerd werd tot een versie die voldeed aan de beschrijving. Er is geen Koninklijk Besluit bekend van deze wijziging. Op 1 januari 1999 werd de gemeente opgeheven en toegevoegd aan de gemeente Maasdriel. De balken van Ammerzoden werden in combinatie met de papegaaien uit het wapen van Rossum overgenomen in het nieuwe wapen van Maasdriel.

## Afbeeldingen

Van Arkel
Wapen van Maasdriel
Vlag van Ammerzoden uit 1938

Aalst · 
Ammerzoden · 
Angerlo · 
Appeltern · 
Batenburg · 
Beesd · 
Beltrum · 
Bemmel · 
Bergharen · 
Bergh · 
Beusichem · 
Borculo · 
Brakel · 
Buurmalsen · 
Deil · 
Didam · 
Dinxperlo · 
Dodewaard ·
Doornspijk ·
Dreumel ·
Driel ·
Echteld ·
Eibergen ·
Elst ·
Est en Opijnen ·
Everdingen ·
Ewijk ·
Gameren ·
Geesteren · 
Geldermalsen · 
Gendringen · 
Gendt ·
Groenlo ·
Groesbeek ·  
Haaften ·
Hedel ·
's-Heerenberg ·
Heerewaarden ·
Hemmen ·
Hengelo ·
Herwen en Aerdt ·
Herwijnen ·
Heteren ·
Heukelum ·
Hoevelaken ·
Horssen ·
Huissen ·
Hummelo en Keppel ·
Hurwenen  ·
Kerkwijk ·
Keppel ·
Kesteren ·
Laren · 
Lichtenvoorde ·
Lienden ·
Lingewaal · 
Maurik ·
Millingen aan de Rijn ·
Nederhemert ·
Neede ·
Neerijnen ·
Netterden ·
Niftrik ·
Nijbroek ·
Ophemert ·
Overasselt ·
Pannerden ·
Poederoijen · 
Renkum ·
Rijnwaarden ·
Rossum ·
Ruurlo ·
Steenderen ·
Terborg ·
Twello ·
Ubbergen ·
Valburg ·
Varik ·
Vorden ·
Vuren ·
Waardenburg ·
Wadenoijen ·
Wamel ·
Wehl ·   
Warnsveld ·
Wisch ·
Zeddam ·
Zelhem ·
Zoelen ·
Zuilichem 

Dorps-, heerlijkheids- en stadswapens: 

Acquoy 
· Baak 
· Barlham 
· Bredevoort 
· Doreweerd 
· Elden
· Enspijk 
· Gellicum 
· Groessen 
· Hakfort 
· Hellouw 
· IJzendoorn 
· Kell  
· Lede en Oudewaard 
· Lichtenberg 
· Loil 
· Maasbommel 
· Meijnerswijk 
· Meteren 
· Middagten 
· Rhenoy 
. Rumpt
· Tricht 
· Verwolde 
· Wildenborch